# Platycheirus bidentatus
Platycheirus bidentatus är en tvåvingeart som beskrevs av Huo och Zheng 2003. Platycheirus bidentatus ingår i släktet fotblomflugor, och familjen blomflugor. Inga underarter finns listade i Catalogue of Life.